# سونیدا
سونیدا (به اسپانیایی: Zuñeda) یک شهرستان در اسپانیا است که در استان بورگس واقع شده‌است.

## خصوصیات
سونیدا ۱۲ کیلومترمربع مساحت و ۶۸ نفر جمعیت دارد.